# NEWS (聖飢魔IIのアルバム)
『NEWS』（ニューズ）は、日本のヘヴィメタルバンドである聖飢魔IIの第十三大教典。
魔暦2年（1997年）7月2日にBMG ビクターのアリオラジャパンレーベルから発布された10作目のオリジナル・アルバム。前作『メフィストフェレスの肖像』（1996年）からおよそ1年振りに発布された大教典であり、作詞はデーモン小暮およびルーク篁が担当、作曲は篁およびエース清水、ライデン湯沢、松崎雄一が担当、サウンド・プロデュースは松崎が担当、総合プロデュースは聖飢魔II名義となっている。
小暮の不調により活動が鈍化し解散を決意していた構成員であったが、小暮が奇跡の復活を遂げたため再びバンドが結束力を高めた状態で制作が行われた。前作のHR/HM路線を踏襲しつつもデジタルの打ち込みやコーラスの導入により新たなバンドの方向性を示したサウンドが特徴となっている。
本作はオリコンアルバムチャートにおいて最高位第45位となった。本作からは先行小教典としてテレビ東京系テレビアニメ『MAZE☆爆熱時空』（1997年）の主題歌として使用された「虚空の迷宮」との両A面として「Brand New Song／虚空の迷宮」が発布された他、テレビ朝日系バラエティ番組『大発見!恐怖の法則』（1996年 - 1997年）のエンディングテーマとして使用された「真昼の月〜MOON AT MID DAY〜」が発布されている。

## 背景
第十一大教典『PONK!!』（1994年）の売り上げ不振を受けてデビュー以来所属していたソニー・ミュージックからBMGビクターへと移籍した聖飢魔IIは、原点回帰を目指した第十二大教典『メフィストフェレスの肖像』（1996年）を発布することになった。しかしすでにバンドを脱退したダミアン浜田やジェイル大橋の制作曲が収録されたことや、活動初期の世界観で制作されたことに関して「ダミアン殿下の悪魔ワールドではない新しい聖飢魔II」を追求してきた現役の構成員は不満を抱えることになり、レコーディング環境の悪さなども相まって侍従である平野喜久雄と構成員の間に軋轢を生む結果となった。
1996年に入り、デーモン小暮はテレビ番組やラジオ番組の仕事が無くなり、英会話学校のベルリッツ・ジャパンや化粧品メーカーであるコーセーのCMなどの出演はあったものの、聖飢魔IIとしてのプロモーション活動はほとんど行っておらず、同年のミサは信者の集いやイベントミサを除いて4本しか行われていない状態となった。侍従であった松元浩一は所属事務所であるミュージックチェイスを退所して吉本興業へと移籍しており、さらに平野とミュージックチェイス代表である岩井周三との間で事務所運営を巡って確執が発生している状況となっていた。すでに退所していた松元にも構成員から相談が寄せられており、松元は「構成員たちがバンド自体を続けていくエネルギーを失ってしまったことを確認」したと述べ、同年秋に小暮と平野を除く全員での会合の際にバンドを解散するという方向性で意見が一致することになった。同年11月中旬に小暮以外の構成員は解散を決意しており、小暮と会う予定の日に解散する意向を伝える予定であったがなぜか小暮と会うことが出来ず、それから数日間所属事務所と小暮との間で音信不通状態となった。音信不通となった数日間の間にルーク篁曰く「革命的な出来事があった」という状態が訪れ、欠席が心配されていたイベントライブ「クラシックロックジャム」のリハーサルに小暮が突然現れて本番においても圧倒的なパフォーマンスを行い、同日のライブハウスの打ち上げにも小暮は参加した。小暮が打ち上げに参加するのは2年振りであり、その場で構成員の大半が参加する形で即興ライブが行われた。打ち上げに参加していた松元は小暮の活き活きとした様を見て、聖飢魔IIの准構成員として参加したことのあるレクター・H伯爵が涙している姿を目撃した他、平野に対して「これで大丈夫。また一からスタートできますね」と述べその日は終了し、後に小暮と松元が2人で会食した際に「この二年くらいで、失ってしまったものを取り戻していかなきゃいけない」と小暮が自らの決意を述べていたという。
その後平野が独立して新たな事務所を設立するという話が引き金となり、構成員は平野の新事務所には移籍しないという意向を示した。この件に関して小暮は「平野氏は、何も悪くないのにはけ口にされてしまった。やつあたりの対象になってしまった。あの状況を脱却するために、吾輩のことを守ろうとしすぎたために、他の構成員をおろそかにしていませんか? と他の構成員には見えたと思う。それはなんとなく吾輩も感じた」と述べた他、「平野氏が侍従ではなくなったという犠牲を払って聖飢魔IIがもう一度結束力を強めた」とも述べている。その後聖飢魔IIとしてもう一つの選択肢が浮上することになり、ゼノン石川が吉本興業に移籍していた松元に再びマネジメントを担当してほしいと連絡していたことが切っ掛けとなり、松元は条件として聖飢魔IIが吉本興業に所属することを提示した。松元が上司である比企啓之に相談したところ、「聖飢魔IIのような大きなバンドの値打ちは、バンド自身が長年築き上げた値打ち。ここをそっくりいただいて吉本で商売しては失礼だ」と言われたため、松元はバンド自身が新たな会社を設立し利益がバンドに還元される方式を提示、さらに松元は業務提携という形で侍従を担当するという方針が打ち出された。その後聖飢魔IIは独自事務所となるビッグボイスミュージックを設立、しかしデビュー当初からの予定通り1999年には解散することが決定しており、残された時間で「一大ムーブメントを巻き起こそう!」という意志統一が構成員の間で成立したとエース清水は述べている。

## 録音、制作
本作からシングルカットされた「BRAND NEW SONG」を含む数曲のリズム録りは、21作目の小教典「悪魔のメリークリスマス（青春編）」（1996年）と同時期に録音されており、1997年初頭から本格的に本作のレコーディングが開始された。プリプロダクションの段階では平野が所有するスタジオで作業が行われており、小暮によれば売り上げが上がっている状況ではなかったため「アマチュアのグループがこれからのデビューに向けて密かにやっているような環境」というように地味な状態での作業となった。ライデン湯沢は「DEPARTURE TIME」の電子ドラムを平野の所有するスタジオで演奏していると述べ、石川も「真昼の月 〜MOON AT MID DAY〜」のプリプロダクションにおけるアレンジの段階は平野の所有するスタジオで録音を行ったと述べている。清水は自身の制作曲がその時々の聖飢魔IIのカラーに合わないという理由で没にされてきたと述べた上で、聖飢魔IIは作曲だけでなくその他の様々な役割が楽しかったために問題は無かったとも述べている。
小暮は本作は篁が牽引役となって方向性を決定したと述べており、当時はセールスやファンクラブの状況など様々なものを失っている下降線の状態であったが、吉本興業に移籍したことでその状況に反比例するようにモチベーションが高まっていた時期でもあると述べている。小暮は「力技でちょっと我々に背を向けている連中を振り向かせるぞって感じはあった」と述べ、新しいスタイルの音楽制作を始めたのが本作以降であるとも述べている。小暮は聖飢魔IIの活動に関して、初期は浜田の作品によるバンド、中期は構成員全員で制作し小暮による説教や思想が強く反映されている時期であり、本作以降は篁のバンドになっていると述べている。石川は前作において奈落の底に叩き落とされた感覚があると述べた上で、本作はそこからの復活と同時に内田孝弘という聖飢魔IIにとって重要なレコーディング・エンジニアと出会えたことがサウンド面に表れていると述べている。また石川によれば本作は楽器を担いで都内の小さいスタジオに足繁く通うような、インディーズに近い形態での作業によって制作されたと述べている。松崎雄一は本作においてサウンド・プロデュースと同様の形で制作に携わるエンジニアである内田が参加したことで、構成員含めて全員でサウンド・メイキングを行いそれが成功した初の大教典であると述べている。また過去作におけるレコーディングは構成員それぞれの個性を重視したオーソドックスな方法であったところ、本作ではより良い音で完成された音を作り上げることを重視するように変化していたとも松崎は述べている。

## 音楽性と歌詞
過去数年においてどん底とも呼べる状態に陥っていた聖飢魔IIが這い上がって来る様相を呈していたことから、本作では希望や勇気を示すポジティブで前向きなメッセージがテーマとして選定されることになった。篁は「いろんなゴタゴタが一部片付いて“もう一回新しいスタートを切りましょう”って、本当にそうなったのがこの教典からだよ」と述べ、本当の意味で復活と呼べる作品になったとも述べている。本作において篁は新たな気持ちで臨んでおり、ヘヴィメタルに拘らず勢いのあるロックを目的として制作し、メロディーのクオリティーを意識したことからリフがあまり導入されていないと述べている。通常ではハードロックやヘヴィメタルの楽曲を制作する場合は最初にリフを制作し、その上にメロディーを乗せていく方法を取るところを本作ではメロディーを優先したためにイントロが後から制作されることもあったと述べている。本作の制作当時の音楽シーンではドラムンベースを導入した楽曲が増進するなどクラブ・ミュージックが台頭し始めていた背景もあり、それまでの「おざなりのポップなスタイル」が通用しなくなっていたために篁は先進性を導入するために試行錯誤を繰り返していたと松崎は述べている。
歌詞について篁は「“悪魔というキャラクターじゃなくてもいいじゃないか。要するに伝えたいことをちゃんと伝えよう”みたいなね。そういう意識が強かった気がする」と述べ、「悪魔ワールド」ではなく現状考えている内容をありのままに歌詞にしたと述べた他、説明するような歌詞ではなく心象風景のような歌詞を目指して制作を行ったとも述べている。篁は直接的ではなくても意味が伝わる作詞を心掛けた結果、小暮が制作してきた歌詞についても「ここが分からない、ここも分からない」と注文を付けたと述べている。一方で清水は歌詞について「あ、もうこれはちょっと俺の考えからは違うところへ行っちゃているな」と感じたと述べており、この時点では正解であったと認めつつも自らが手出し出来るフィールドでは無くなったとも述べている。それを受けて楽曲制作については篁に一任する状態であり、「俺が聖飢魔IIというバンドでやりたかったものが、あんまり役立たないなと思ったね」と述べている。清水は説明的な歌詞については否定的な考えを持っており、「聴いた人の想像を働かせるスペースがある詞」を理想としていたために「DEPARTURE TIME」「デジタリアン・ラプソディ」のようにからくりが全て説明されているような歌詞は好んでおらず、「真昼の月 〜MOON AT MID DAY〜」「SAVE YOUR SOUL 〜美しきクリシェに背をむけて〜」のように抽象的な歌詞の楽曲を好んでいると述べている。

## リリース、チャート成績、批評
| 専門評論家によるレビュー | 専門評論家によるレビュー |
| レビュー・スコア         | レビュー・スコア         |
| 出典                     | 評価                     |
| ------------------------ | ------------------------ |
| CDジャーナル             | 肯定的                   |

本作は魔暦紀元前2年（1997年）7月2日にBMG JAPANのアリオラジャパンレーベルからCDにて発布された。本作の帯に記載されたキャッチフレーズは「あくまでもポジティヴに迫るサウンド! よりスリリングに、よりファンタジックに、よりメロディアスに展開する渾身の全10曲」であった。ブックレット内およびディスクレーベル面において第十一大教典『PONK!!』（1994年）のレーベル面と同様の人物写真が使用されているが、この人物は石川の世を忍ぶ仮の父親である。本作からのシングルカットは当初タイアップが付かなければ困難であるとレコード会社側から提示されていたが、テレビ東京系テレビアニメ『MAZE☆爆熱時空』（1997年）の主題歌として「虚空の迷宮」が採用されることを松元が滑り込みで決定し、両A面という形で同年4月23日に「Brand New Song／虚空の迷宮」として発布された。6月21日にはテレビ朝日系バラエティ番組『大発見!恐怖の法則』（1996年 - 1997年）のエンディングテーマとして使用された「真昼の月〜MOON AT MID DAY〜」も小教典としてシングルカットされた。
本作はオリコンアルバムチャートにおいて最高位第45位の登場週数2回で売り上げ枚数は1.2万枚となった。本作はプロモーション費用も少なく宣伝もあまり行えなかったことから発布されたこと事態が認識されておらず、またサウンドが聖飢魔IIらしくないこともあり売り上げは不振となった。しかし本作収録曲が以降のミサにおける演奏曲の中心となっており、構成員にとっては「この構成員による聖飢魔IIの核」が完成した大教典であると書籍『聖飢魔II 激闘録 ひとでなし』に記されている。また、本作のエンジニアを担当した内田はスタジオでアシスタントの人物に本作を聴かせる度に「ずいぶん演奏うまいですけど、これ誰なんですか?」と聖飢魔IIと判別できないケースが多くあると述べ、これについて内田は「そんなつもりはなかったんですけど、それで自分としてよかったと思うところと、聖飢魔IIとして違うものを作ってしまったという思いが複雑です」とも述べている。
本作に対する評価として、音楽情報サイト『CDジャーナル』ではハードロックであるにも拘わらず「どギツさの微塵も感じられず、無駄な贅肉がすっかり落ちて筋骨隆々のサウンドを聴かせてくれるアルバム」であると記している他、悪魔であるにも拘わらず「メロディの中に清涼感や宇宙的な広がり」が表れると表現した上で、「キャリアならではのツボのつき方に納得」と肯定的に評価した。その他、魔暦17年（2015年）8月26日にBMG在籍時の聖飢魔IIのオリジナル大教典4作が復刻された際に、本作もデジタル・リマスター盤のBlu-spec CD2仕様にて再リリースされた。

## 収録曲
- CDブックレットに記載されたクレジットを参照[23]。2曲目は表記はないものの大教典バージョンになっている。

| #         | タイトル                                          | 作詞                   | 作曲                 | 編曲               | 時間  |
| --------- | ------------------------------------------------- | ---------------------- | -------------------- | ------------------ | ----- |
| 1.        | 「DEPARTURE TIME」                                | デーモン小暮           | ルーク篁             | 松崎雄一、聖飢魔II | 5:42  |
| 2.        | 「真昼の月 〜MOON AT MID DAY〜」                  | デーモン小暮、ルーク篁 | ルーク篁、松崎雄一   | 松崎雄一、聖飢魔II | 4:18  |
| 3.        | 「デジタリアン・ラプソディ」                      | ルーク篁、デーモン小暮 | ルーク篁             | 松崎雄一、聖飢魔II | 5:09  |
| 4.        | 「BRAND NEW SONG」                                | ルーク篁               | ルーク篁             | 松崎雄一、聖飢魔II | 5:15  |
| 5.        | 「火の鳥 〜FIRE BIRD〜」                          | デーモン小暮、ルーク篁 | ルーク篁             | 松崎雄一、聖飢魔II | 5:58  |
| 6.        | 「NO GOOD NEWS TODAY」                            | デーモン小暮、ルーク篁 | ルーク篁             | 松崎雄一、聖飢魔II | 3:27  |
| 7.        | 「CRIMSON RED」                                   | デーモン小暮、ルーク篁 | エース清水、ルーク篁 | 松崎雄一、聖飢魔II | 4:35  |
| 8.        | 「虚空の迷宮 〜type β〜」                         | デーモン小暮           | エース清水           | 松崎雄一、聖飢魔II | 4:18  |
| 9.        | 「DANGEROUS VOYAGE 〜失楽園への旅〜」             | デーモン小暮           | ライデン湯沢         | 松崎雄一、聖飢魔II | 4:02  |
| 10.       | 「SAVE YOUR SOUL 〜美しきクリシェに背をむけて〜」 | ルーク篁               | ルーク篁             | 松崎雄一、聖飢魔II | 4:32  |
| 合計時間: | 合計時間:                                         | 合計時間:              | 合計時間:            | 合計時間:          | 47:16 |

## スタッフ・クレジット
- CDブックレットに記載されたクレジットを参照[24]。

### 聖飢魔II
- デーモン小暮 – ボーカル
- エース清水 – ギター、コーラス
- Sgt.ルーク篁III世 – ギター、コーラス
- ゼノン石川 – フェンダー・ベース、コーラス
- ライデン湯沢 – ドラムス、コーラス

### 参加ミュージシャン
- 松崎雄一 – キーボード、シンセサイザー・プログラミング

### 録音スタッフ
- 松崎雄一 – サウンド・プロデューサー
- 聖飢魔II – プロデューサー
- 吉澤 "GOKABO" 博美 (BMG JAPAN) – ディレクター
- 内田“イケてますかねぇ～”孝弘（ビクタースタジオ） – レコーディング・エンジニア、ミキシング・エンジニア
- せきやじゅんいち (Eggs & Sheps STUDIO) – 追加エンジニア
- 勝田耕史（ビデオサンモール） – 追加エンジニア
- 村上正信（ビクタースタジオ） – 追加エンジニア
- 山田幹朗（ビクタースタジオ） – アシスタント・エンジニア
- 馬場律子（ビクタースタジオ） – アシスタント・エンジニア
- やまだとおる (Eggs & Sheps STUDIO) – アシスタント・エンジニア
- 落合清喜（ビデオサンモール） – アシスタント・エンジニア
- 亀田英司（プラネット･キングダム） – アシスタント・エンジニア
- 石川純也（リトルバッハ） – アシスタント・エンジニア
- 宮本茂男（ビクタースタジオ） – マスタリング・エンジニア
- ナスティー平野（ビートオンビート） – レコーディング・コーディネーター
- 疋田静花（ビクタースタジオ） – レコーディング・コーディネーター
- 三浦薫（ビクタースタジオ） – レコーディング・コーディネーター
- ボブ・ダイヤ – 英語スーパーバイザー

### 美術スタッフ
- BOND KAWAKAMI (JAP FACTORY) – コスチューム・デザイン
- BOND GIRL TAKANO YUKO BEAUTY CLINIC (JAP FACTORY) – コスチューム・デザイン

- 川崎三木男 (BMG JAPAN) – クリエイティブ・ディレクション
- OOO=triple O – 写真、デザイン
- MASAMOCHI – モデル
- かねこふみ (TRIPLE O) – デザイン・マネージメント
- 奥村明子 (BMG JAPAN) – クリエイティブ・コーディネーター

### その他スタッフ
- 松元トラボルタげん（吉本興業） – マネージメント・ディレクター
- 自分で考えろ森田（ミュージックチェイス） – アーティスト・マネージメント
- しんごまんやまぐち（吉本興業） – アーティスト・マネージメント
- 比企啓之（吉本興業） – スーパーバイザー
- 深瀬哲弘 (BMG JAPAN) – スーパーバイザー

- おがわまさみ (BMG JAPAN) – A&R
- 山内聡 (BMG JAPAN) – プロモーター
- 長谷川聡 (BMG JAPAN) – プロモーター
- 渡辺邦弘 (BMG JAPAN) – セールス・プロモーター

- 広瀬将俊 (BMG JAPAN) – エグゼクティブ・プロデューサー
- シャーク岩井（ビッグボイスミュージック） – エグゼクティブ・プロデューサー

- ラディック・ムッサー – スペシャル・サンクス
- キラーギターズ – スペシャル・サンクス
- ATELIER Z – スペシャル・サンクス
- キャパリソン – スペシャル・サンクス
- イスタンブール – スペシャル・サンクス
- ディーン・マークレイ – スペシャル・サンクス
- Regal Tip（英語版） – スペシャル・サンクス

### リイシュー盤スタッフ
- 山内聡（ソニー・ミュージックダイレクト） – A&R
- 内田孝弘 (FLAIR MASTERING WORKS) – マスタリング・エンジニア
- やまもとあき（ソニー・ミュージックコミュニケーションズ） – プロダクト・コーディネーション
- 中島健作 (BLANCHIC) – アートワーク・リファインメント
- 松元浩一（よしもとクリエイティブエージェンシー） – アーティスト・マネージメント
- くすはらたかし（よしもとクリエイティブエージェンシー） – アーティスト・マネージメント

## リリース日一覧
| No. | リリース日    | レーベル                                 | 規格         | カタログ番号 | 備考                   | 出典                |
| --- | ------------- | ---------------------------------------- | ------------ | ------------ | ---------------------- | ------------------- |
| 1   | 1997年7月2日  | BMG JAPAN／Ariola                        | CD           | BVCR-790     |                        | [ 2 ] [ 16 ] [ 25 ] |
| 2   | 2015年8月26日 | ソニー・ミュージックダイレクト／GT music | BSCD2        | MHCL-30319   | 2015年マスタリング盤   | [ 26 ] [ 27 ]       |
| 3   | 2015年8月26日 | ソニー・ミュージックダイレクト           | AAC-LC       | -            | デジタル・ダウンロード | [ 28 ]              |
| 4   | 2015年8月26日 | ソニー・ミュージックダイレクト           | ロスレスFLAC | -            | デジタル・ダウンロード | [ 29 ]              |